# Lerista muelleri
Espèce
Synonymes
- Phaneropis muelleri Fischer, 1881
- Ablepharus timidus De Vis, 1888
- Lerista timidus (De Vis, 1888)

Lerista muelleri est une espèce de sauriens de la famille des Scincidae.

## Répartition
Cette espèce est endémique d'Australie. Elle se rencontre en Australie-Occidentale, dans le Territoire du Nord, au Queensland, en Nouvelle-Galles du Sud, en Australie-Méridionale et au Victoria.

## Étymologie
Cette espèce est nommée en l'honneur de Ferdinand von Müller.

## Publication originale
- Fischer, 1881 : Beschreibung neuer Reptilien. Archiv für Naturgeschichte, vol. 47, no 1, p. 225-238 (texte intégral).